# Соссано
Соссано (итал. Sossano) — коммуна в Италии, располагается в провинции Виченца области Венеция.
Население составляет 4123 человека, плотность населения составляет 206 чел./км². Занимает площадь 20 км². Почтовый индекс — 36040. Телефонный код — 0444.
Покровителем коммуны почитается святой Теобальд, празднование в первое воскресение июля.